# Theodor Thumm

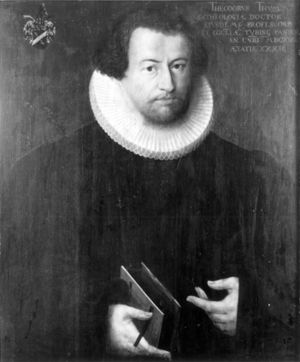
Bildnis des Theodor Thumm, Gemälde eines anonymen Meisters, Bestand der Tübinger Professorengalerie

Theodor Thumm (oder Thum, auch latinisiert Theodorus Thummius; * 8. November 1586 in Hausen an der Zaber bei Brackenheim; † 22. Oktober 1630 vermutlich in Tübingen) war ein württembergischer lutherischer Theologe, der unter den orthodoxen Streittheologen innerhalb des Luthertums auf dem Boden der Konkordienformel durch seinen Schulstreit mit den Gießener Theologen über die menschliche Natur Christi bekannt wurde.

## Leben und Wirken
Theodor Thumm wurde als Sohn des Pfarrers Gottfried Thumm geboren und hat sein ganzes Leben in Württemberg zugebracht. Er erhielt seine Vorbildung auf den Pädagogien zu Eßlingen und Stuttgart und studierte in Tübingen im dortigen evangelischen Stift. Schon 1603 erwarb er sich die philosophische Magisterwürde. Er erhielt, nachdem er in Stuttgart das Consistorialexamen bestanden hatte, in Tübingen seine erste Anstellung als Diakonus, und kam sechs Jahre später als Pastor und Superintendent nach Kirchheim unter Teck. 1618 erhielt er einen Ruf als ordentlicher Professor an die theologische Fakultät in Tübingen. Zwölf Jahre hatte er diese Stellung inne, als er am 22. Oktober 1630 starb.
Sein Name ist durch die von ihm geführte Polemik innerhalb des ganzen lutherischen Protestantismus bekannt geworden, und das trotz der Wirren des Dreißigjährigen Krieges. Es handelte sich dabei um die theologische Schulfrage nach der Beschaffenheit der menschlichen Natur Christi im sogenannten Stande der Erniedrigung. Auf Thumms Seite standen die Tübinger Theologen Lucas Osiander der Jüngere und Melchior Nicolai; ihre Gegner waren die Gießener Theologen Balthasar Mentzer und Justus Feuerborn. Beide Parteien standen auf dem Boden der Konkordienformel, wonach die menschliche Natur des Gottmenschen durch den Vorgang der Inkarnation des Logos Anteil bekommt an den Majestätseigenschaften der göttlichen Natur desselben. Die menschliche Natur des Gottmenschen besitzt also nunmehr die Eigenschaften der Allgegenwart, Allwissenheit usw.; in Bezug auf den Besitz (altgriechisch ktesis) war man so einig. Man fragte sich aber, ob die Menschennatur Christi während ihres Erdenlebens, d. h. im Zustand ihrer sogenannten Erniedrigung von dieser Eigenschaft Gebrauch gemacht habe. Die Gießener Theologen, die sich für eine historische Erfassung des Erdenlebens Jesu Christi einen gewissen Sinn bewahrt hatten, behaupteten, dass die Menschennatur Christi auf den Gebrauch (altgriechisch chresis) ihrer göttlichen Eigenschaften verzichtet (Verzicht griechisch kenosis), die Tübinger Theologen dagegen, dass er heimlich (Verheimlichung griechisch krypsis) von ihnen Gebrauch gemacht habe. Die Gießener behaupteten demnach die Kenosis, die Tübinger die Krypsis der Chresis der göttlichen Eigenschaften der menschlichen Natur Christi.
1624 veröffentlichte Thumm in diesem Streit zugleich im Namen der württembergischen Theologen seine Schrift: Amica admonitio super decisione de quatuor per aliquot annos inter nonnullos Aug.-Conf. theologos agitatis controversis quaestionibus de omnipraesentia Christi … ad creaturas eiusdemque vera et profunda humiliatione et inanitione (deutsch 1624). — 1625 folgte seine Edition der Acta Menzeriana. Der Dreißigjährige Krieg erstickte jedoch die weitere Fortführung dieses Streites.
Mit nie wankender Charakterfestigkeit hat Thumm sodann gegen die Jesuiten gestritten. Durch seine schroff polemische Schrift Christlicher und wohlgegründeter Bericht auf die Frage: ob ein evangelischer Christ auf Begehren und Nöthigen weltlicher Obrigkeit mit gutem Gewissen zur päpstlichen Religion sich begeben könne (1626) erregte er ihren Hass derart, dass es ihnen schließlich gelang, den Kaiser gegen den Verfasser einzunehmen, weil in dieser Schrift eine Stelle enthalten war, die als ehrenrühriger Angriff auf das katholische Kaiserhaus gedeutet werden konnte. Ein kaiserlicher Gesandter erschien am württembergischen Hof und verlangte die Auslieferung des als gefährlich hingestellten Schriftstellers. Diesem Ansinnen wurde zwar nicht Folge geleistet, aber der Herzog hielt es doch für nötig, Thumm auf dem Tübinger Schloss in Verwahrung setzen zu lassen. Diese Ereignisse gingen dem angegriffenen Manne so nahe, dass er zwei Jahre darauf starb.
Auch gegen den Calvinismus und gegen protestantische „Sektierer“ hat Thumm eine ganze Anzahl Schriften veröffentlicht. Mit Anton Praetorius, Johann Georg Gödelmann, Johannes Ewich und Hermann Wilken  gehörte Thumm zu den Befürwortern der Ansicht des Arztes Johann Weyer, dass sogenannte „Hexen“ keineswegs mit dem Teufel im Bunde stünden.

## Schriften (Auswahl)
- Misanthropia calvinistica (1620)
- Tractatus theologicus de bello (1621)
- Assertio sanae et orthodoxae doctrinae de exinanitione Christi (1622)
- Scultetus iconoclastes (1621)
- Synopsis doctrinae de aeterna salvandorum praedestinatione (1621)
- De vera, reali et substantiali carnis et sanguinis Christi … in s. coena praesentia (1621)
- Polytropia calviniana (1621)
- Tractatus de bonis ecclesiae (1621)
- Apodixis theologica, Deum essentia unum, personis trinum esse, contra Photinianos (1622)
- Panurgia Satanae Gen. III (1621)
- Majestas Jesu Christi contra Photinianos et Jesuitas (1621)
- Impietas Photiniana (1623)
- Controversia de traduce s. ortu animae rationalis (1622)
- Explicatio terminorum et distinctionum in arduo articulo iustificationis gratuitae hominis peccatoris coram Deo occurrentium (1620–1623)
- Tractatus de haereticis non occidendis (1622)
- Tr. de usura licita et illicita (1622)
- Impietas Weigeliana (1622)
- Consideratio trium quaestionum: a) de efficacia verbi; b) de eius modo et ordine; c) de tribus partibus hominem essentialiter constituentibus, contra Weigelianos (1624)
- Tractatio historico-theologica de festis Judaeorum et Christianorum (1624)
- Apocalypticus character Anti-Christi, contra Casp. Lechnerum (1624)
- Idololatria Lechneriana (1624)
- Disquisitio de jubilaeo anti-christiano et indulgentiis (1625)
- Repetitio sanae doctrinae de majestate Christi (1624)
- Decas exercitationum theologicarum de praecipuis quibusdam religionis christianae capitibus (1624)
- De igne purgatorii pontificii fatuo (1625)
- Apologia contra injustas criminationes Laur. Foreri et Casp. Lechneri de crimine laesae maiestatis Caesareae" (1626); "Tr. de triplici Christi officio, prophetico, regio et sacerdotali (1626)
- Tr. de verbo dei scripto et non scripto, contra pontificios (1623)
- Errores Balth. Mentzeri et A. Feurbornii (1625)
- Examen defensionis Balth. Mentzeri (1625)
- Tapeinosigraphia sacra s. de exinanitione Christi (1623)
- Kurzer Bericht etlicher streitiger Fragen über die Gegenwart des Menschen Christi (1625).